# Smash TV
Smash TV ist ein klassisches Arcade-Spiel, was das Spielprinzip angeht: Der Spieler wird in eine verschlossene Arena geworfen und muss sich den Weg mit einer Vielzahl an Waffen freischießen. Das Spielprinzip erinnert stark an andere Arcade-Titel wie beispielsweise Robotron, hat aber auch Ähnlichkeiten mit semi-aktuellen Titeln wie beispielsweise Neo Contra für die PlayStation 2.

## Story
Im Jahr 1999 ist die Welt des Fernsehens um ein Vielfaches gewalttätiger geworden. Die gewalttätigste aller Fernsehserien ist Smash TV, in der sich zwei Kontrahenten durch Gebäudekomplexe kämpfen und dabei möglichst viele Preise abgreifen müssen.

## Steuerung
Smash TV wird nicht etwa mit Buttons gesteuert, wie sonst bei Automatenspielen üblich, es verwendet zwei Joysticks pro Spieler. Dabei wird der linke Analogstick zum Steuern der Figur in acht Richtungen verwendet. Der rechte Stick übernimmt die Feuerkontrolle und erlaubt das Schießen in acht Richtungen. Diese Art der Steuerung ist etwas gewöhnungsbedürftig, bringt jedoch viele Vorteile mit sich, beispielsweise die einfache Neuorientierung nach einem hektischen Moment.

## Spielprinzip
Der Spieler steuert seine Figur durch die gleich großen Areale, in denen sich verschiedene Gegner ihm in den Weg stellen. Diese reichen von einfachen, mit Baseballschlägern ausgestatteten Schlägern bis hin zu bildschirmfüllenden Riesenschlangen. Der Spieler ist standardmäßig mit einer Maschinenpistole bewaffnet, die unendlich viel Munition fasst. Zusätzlich können stärkere Waffen eingesammelt und benutzt werden, die jedoch ein Munitionslimit besitzen. Es existieren ebenfalls einige Bonusgegenstände wie rotierende Klingen oder eine die Schusszahl verdoppelnde Angriffsdrohne.
Hat sich ein Spieler durch alle Bildschirme gekämpft, die ein Level zu bieten hat, steht er dem Endgegner gegenüber. Die insgesamt vier Gegner zeichnen sich durch für die damalige Zeit sehr detaillierte Schadensgrafiken aus. Die meisten Gegner besitzen mehrere Stufen, die es zu meistern gibt.
Ist ein Endgegner besiegt, sieht der Spieler sich der Auswertung des Levels gegenüber, in der die eingesammelten Bonusgegenstände (wie beispielsweise ein fahrbarer Rasenmäher oder eine Heimversion von Smash TV) und natürlich das Bargeld mit dem Punktestand verrechnet wird. Bei zwei Spielern zeigt sich hier, wer der bessere Smash-TV-Spieler ist, da es ja darum geht, so viele Preise wie möglich zu ergattern.

## 2-Spieler-Modus
Der 2-Spieler-Modus unterscheidet sich nur durch wenige Feinheiten vom Einzelspiel. Zum einen müssen sich die beiden Spieler natürlich Gegner und Waffen, jedoch vor allem die Bonusgegenstände teilen, zum anderen haben alle Gegner deutlich mehr Energie. Das bedeutet, dass es ein verbliebener Spieler schwer haben wird, alleine zu schaffen, wozu er ursprünglich einen Partner hatte. Wenn man Smash TV also zu zweit spielt, sollte man das mit einem Spieler tun, der in etwa genauso gut ist wie man selbst.

## Versionen
Neben der hier beschriebenen Arcade-Version gibt es weitere Versionen von Smash TV, die in ihrem Aufbau zwar gleich sind, sich jedoch auf einem anderen Grafikniveau bewegen und andere Gegnerzahlen aufweisen. Die bekanntesten Varianten heißen Super Smash TV und wurden für das Sega Mega Drive und das Super Nintendo veröffentlicht. Außerdem existiert eine Xbox-Live-Arcade-Version, die optisch mit der Arcade-Version identisch ist.
Der Schwierigkeitsgrad ist in der Arcade-Version deutlich am höchsten, jedoch kann man den Spielfortschritt je nach Zahl der eingeworfenen Münzen selbst bestimmen, während man in den Heimversionen nur eine bestimmte Zahl an Continues besitzt und von vorne anfangen muss, wenn man diese aufgebraucht hat.